# Piroska Szamoránsky
Piroska Szamoránsky (ur. 9 lipca 1986 w Győrze) – węgierska piłkarka ręczna, reprezentantka kraju, grająca na pozycji obrotowej. Obecnie występuje w Ferencvárosi TC.
Jej siostra bliźniaczka Anikó również uprawia piłkę ręczną.

## Sukcesy

### reprezentacyjne
- Mistrzostwa Europy:
  -  2012

### klubowe
- Mistrzostwa Węgier:
  -  2005, 2007
  -  2004, 2006, 2009, 2012
  -  2008, 2011
- Mistrzostwa Czarnogóry:
  -  2010
- Puchar Czarnogóry:
  -  2010
- Liga Regionalna:
  -  2010
- Puchar zdobywców Pucharów:
  -  2010, 2011, 2012
- Puchar EHF:
  -  2006